# Vincent Denson

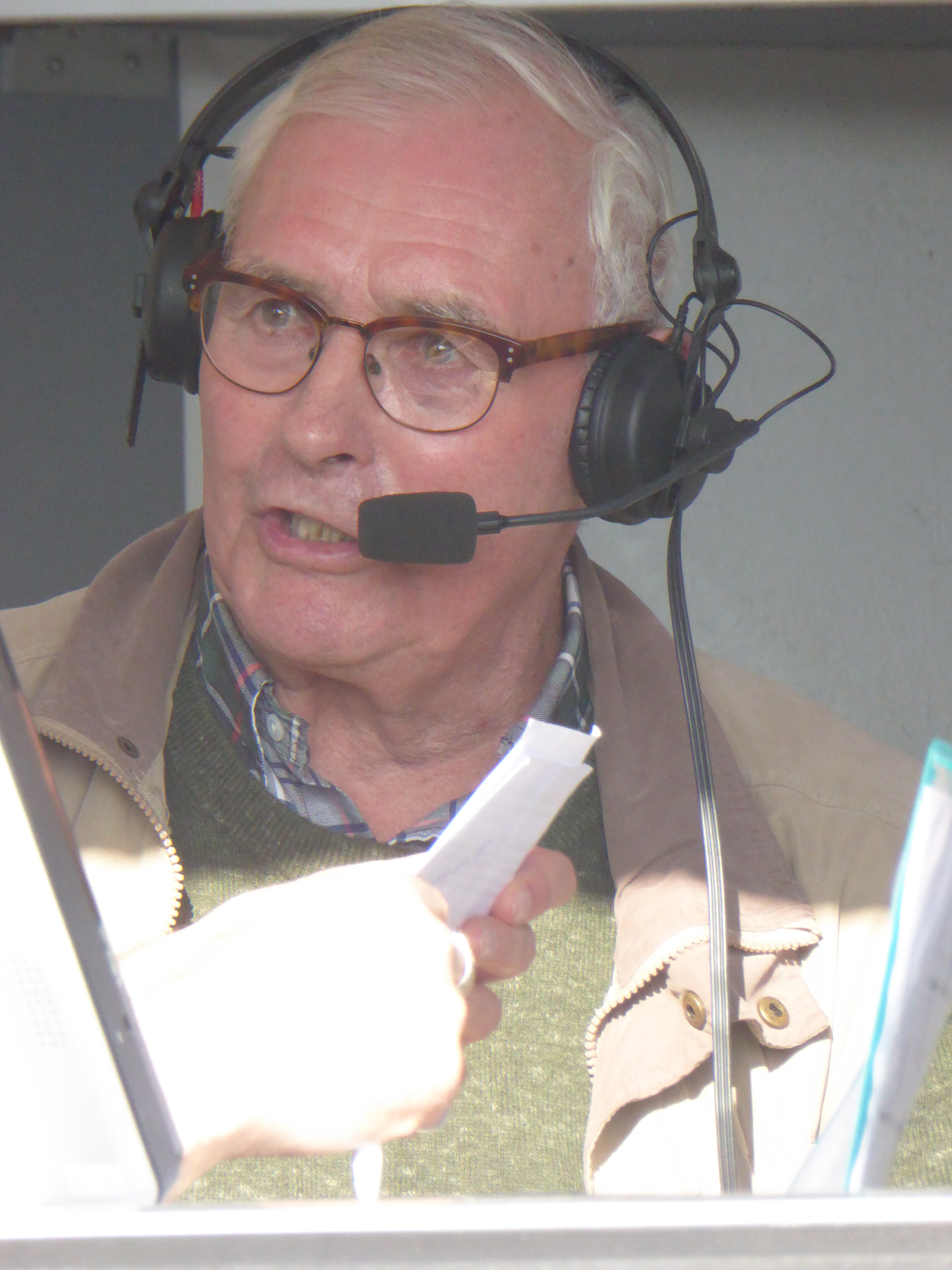
Vin Denson (2018)

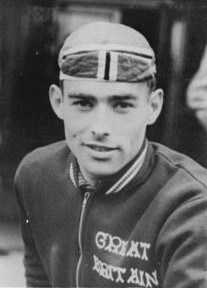
Denson 1960

Vincent Denson (* 24. November 1935 in Handbridge, Chester) ist ein ehemaliger britischer Radrennfahrer.

## Sportliche Laufbahn
Denson war im Straßenradsport aktiv. Er begann zunächst als Fußballer, um dann mit 17 Jahren aktiv Radsport zu betreiben. Den Anstoß dazu erhielt er von seinem Französischlehrer, der ihm Radsportzeitungen wie den Miroir du Cyclisme lieh und für die Tour de France begeisterte.
Er wurde Mitglied im Chester Road Club. Zunächst startete er noch auf dem geliehenen Rad seines Bruders. Erste Erfolge erzielte er vor allem bei Einzelzeitfahren. 1954 wurde er durch den Sieg in der Meisterschaft von Merseyside in der britischen Radsportszene bekannter. Vincent Denson wurde relativ spät, mit 26 Jahren nach Ableistung seines Wehrdienstes, Berufsfahrer. Als Amateur bestritt er zuvor u. a. die Internationale Friedensfahrt 1960 (27. Platz) und 1961 (17. Platz), sowie die Tour de l’Avenir und die unter dem Namen Milk-Race (bestes Ergebnis 1960 der 5. Platz) firmierende Großbritannien-Rundfahrt. Nachdem Denson sich nicht für die Olympischen Sommerspiele 1960 in Rom hatte qualifizieren können, zog er mit Stan Brittain, Ken Laidlaw  und Sean Ryan nach Donzenac bei Brive in Frankreich. Dort war er zunächst Mitglied des UVC Aube, einem Verein, der vom Profiteam Frimatic gesponsert wurde. Als Unabhängiger erhielt er beim Team Magnard-Rochet-Dunlop einen Vertrag. Dies gab ihm die Möglichkeit, an Profirennen teilzunehmen und als Rennfahrer sein Geld zu verdienen. Seine Frau Violet zog mit ihm nach Frankreich, wo sie die erste Zeit in einem Bordell seines damaligen Managers Andre Mater wohnten.
Zu dieser Zeit änderte er auch seinen Spitznamen in „Vic“, weil sein im Großbritannien üblicher Rufname Vin auf Französisch Wein bedeutete und er Missverständnissen aus dem Weg gehen wollte. Kurz nach Vertragsunterzeichnung als Semi-Professional bestritt er seine erste Tour de France (für das britische National-Team), schied jedoch auf der neunten Etappe aus dem Rennen aus wie alle seiner Teamkameraden bis auf Brian Robinson, Seamus Elliot und Ken Laidlow. Seinen ersten echten Profi-Vertrag erhielt Denson in Frankreich beim Team Pelforth-Sauvage-Lejeune (bei dem schon sein Landsmann Alan Ramsbottom unter Vertrag stand) im Sommer 1963 nach einem Etappensieg beim Circuit de Aquitaine 1962 und dem Sieg beim spanischen Etappenrennen Vuelta a Bidasoa. Teammanager Maurice De Muer versprach ihm einen Startplatz im Tour-Team, nominierte ihn schlussendlich aber nicht. Denson war darüber wütend und enttäuscht, entgingen ihm doch als Tour-Starter nach eigenen Angaben rund 80 englische Pfund pro Rennen bei den auf die Tour folgenden Kriterien (bei einem Wochenverdienst von 50 Pfund, die ihm sein Team garantierte).
Auch die Praxis des Teams, die Gehälter nicht monatlich, sondern am Ende Jahres zu zahlen, missfiel ihm und brachte Probleme im täglichen Leben für die Familie mit sich. Er bekam jedoch für die Saison 1964 ein Angebot des Rennstalles von Rik van Looy, Solo–Superia, nachdem der Plan für Simpsons Peugeot Mannschaft zu starten nicht klappte. Er zog mit seiner Frau nach Belgien, vor allem auch weil der Lebensunterhalt dort viel günstiger war als in Frankreich und es mehr Start- und Verdienstmöglichkeiten für Radprofis gab. An dieses Jahr hat Denson keine guten Erinnerungen, da er vom Rennstall häufig seinen vereinbarten Lohn nicht oder nicht vollständig erhielt und seiner Ansicht nach van Looy die Domestiken schlecht behandelte und finanziell benachteiligte. So hatte er in jenem Jahr eine große Chance nach einem gelungenen Ausreissversuch eine Tour-de France-Etappe zu gewinnen, erhielt jedoch keine Unterstützung durch sein Team (er wurde schließlich 72. im Endklassement). Dazu kamen Sprachprobleme im Team.
1965 wechselte er in das französische Team Ford-France, in dem Jacques Anquetil Teamleader war. Anquetil selbst hatte ihn bei den Straßenweltmeisterschaften im Herbst 1964 im französischen Sallanches auf einen Wechsel hin angesprochen. Mit ihm verstand er sich gut, er schätzte Anquetil, weil dieser seinen Helfern Möglichkeiten einräumte, Rennen zu gewinnen und zusätzliches Geld zu verdienen. Er bestritt wiederum die Tour de France (87. in der Gesamtwertung).
Mit seinem Sieg bei der Luxemburg-Rundfahrt 1965 avancierte er zum ersten britischen Sieger einer kontinentaleuropäischen Landesrundfahrt der Berufsfahrer. 1966 gewann Vic Denson die neunte Etappe des Giro d’Italia (40. im Gesamtklassement) und war damit der erste Brite, der einen Etappensieg beim Giro feiern konnte, wofür er von seinem Leader Anquetil Anerkennung erhielt. Mit den Preisgeldern vom Giro eröffnete er mit seiner Frau Vi eine Bar im belgischen Gent. Bei der Tour im selben Jahr schied er aus. Er war auf der 16. Etappe mit weiteren 26 Fahrern kurz vor dem Zeitlimit ins Ziel gefahren, aber alle wurden wegen Überschreitung der Karenzzeit aus dem Rennen genommen. Denson gab als eigentlichen Grund für den Ausschluss an, dass die Tour-Organisatoren nicht genügend Übernachtungskapazitäten am Etappenziel gebucht hatten und so das Problem lösen wollten.
Denson war Mitglied des britischen Teams bei der Tour de France 1967, in der Tom Simpson (mit dem er eng befreundet war) während des Anstieges zum Mont Ventoux unter dem Einfluss von Dopingmitteln und Alkohol stürzte und später starb. Nach dieser Etappe wollte Denson direkt das Rennen verlassen. Die Meinungsführer im Fahrerfeld vereinbarten auf Initiative von Jean Stablinski, dass ein Brite und zwar Vincent Denson die nachfolgende Etappe Simpson zu Ehren gewinnen sollte. Barry Hoban hielt sich jedoch nicht an diese Vereinbarung und fuhr als Erster über die Ziellinie.
Denson gab daraufhin und aus Trauer über Simpsons Tod das Rennen auf. An der Tour nahm er noch einmal  1968, diesmal wieder für die britische Nationalmannschaft, teil, fuhr bis Paris durch und wurde 62. des Klassements. 1968 errang er auch seinen letzten Sieg als Radrennfahrer. Im Mai dieses Jahres war er zum italienischen Team Kelvinator gewechselt. Die Densons verkauften ihre Bar, verließen mit ihren inzwischen drei Kindern Belgien, zogen wieder nach Großbritannien und gründeten dort in Harlow eine eigene Firma.
Vincent Denson schloss sich für die Saison 1969 dem britischen Bantel-Team an, danach fuhr er ohne Vertrag als Amateur und auch ohne große Ambitionen noch bis 1980 Rennen, wobei er hauptsächlich die in Großbritannien beliebten Zeitfahrwettbewerbe bestritt. Er beendete mit 45 Jahren seine Karriere.
2003 erhielt Vic Denson eine Einladung, als Ehrengast am 100-jährigen Jubiläum der Tour de France teilzunehmen, musste aber auf Grund eines kurz zuvor erlittenen Schlaganfalles absagen.

## Berufliches
Nachdem Denson in den 1960er Jahren mit seiner Frau eine Bar in Belgien geführt hatte, gründeten beide nach ihrer Rückkehr nach Großbritannien eine Handelsfirma für Holzschutzprodukte, die Vincent nach dem Tod seiner Frau allein weiter führte und später seinen Kindern übertrug.

## Privates
Densons Frau Violet verstarb 1996. Er hat mit ihr drei gemeinsame Kinder, zwei Söhne und eine Tochter.